# Burrill Bernard Crohn
Burrill Bernard Crohn (ur. 13 czerwca 1884 w Nowym Jorku, zm. 29 lipca 1983 w New Milford) – amerykański gastroenterolog.

## Wczesne lata życia
Burrill Bernard Crohn przyszedł na świat w Nowym Jorku, w rodzinie brokera giełdowego, żydowskiego imigranta z Niemiec – jego ojciec, Theodore Crohn, przed przybyciem do Stanów Zjednoczonych mieszkał w Poznaniu. Rodzina Crohnów liczyła dwanaścioro dzieci: sześciu synów i sześć córek, z których jedna umarła w wieku 13 lat. Ojciec Crohna uskarżał się często na dolegliwości jelitowe, co według niego przyczyniło się do wyboru studiów medycznych i zainteresowania gastroenterologią .

## Edukacja
Studia medyczne odbył w latach 1902–1907 w Columbia University College of Physicians and Surgeons. W trakcie ostatnich dwóch lat studiów brał udział projekcie badawczym w dziedzinie biochemii, dzięki czemu uzyskał tytuł doktorski.

## Życie zawodowe
Przez większość swojego życia zawodowego związany był z nowojorskim Mount Sinai Medical Center – w 1907 rozpoczął staż podyplomowy w szpitalu Mount Sinai, a w 1920 został kierownikiem tamtejszej kliniki gastroenterologii . Jako konsultant współpracował też z kliniką gastroenterologii Uniwersytetu Columbia.
13 maja 1932, na 38. sesji Amerykańskiego Towarzystwa Medycznego, w Nowym Orleanie, przedstawił wraz z Leonem Ginzburgiem i Gordonem D. Oppenheimerem pracę Regional Ileitis: A Pathological and Clinical Entity, w której zamieścił opis choroby jelita cienkiego nazwanej później chorobą Crohna. Sam Crohn był zwolennikiem innych jej nazw: regionalne zapalenie jelita krętego (regional ileitis), regionalne zapalenie jelita cienkiego (regional enteritis) lub bliznowaciejące zapalenie jelita cienkiego i okrężnicy (cicatrizing enterocolitis) .
Crohn był też jednym z pierwszych lekarzy, jacy przypisywali rozwój niektórych chorób przewodu pokarmowego napięciu emocjonalnemu, lękowi i nerwicom, a nie zmianom organicznym .

## Zainteresowania pozazawodowe
Burrill B. Crohn pasjonował się malarstwem, a jego akwarele wystawiano wielokrotnie w galeriach w New Milford. Interesował się też historią wojny secesyjnej  i był miłośnikiem muzyki klasycznej.

## Publikacje
Crohn był autorem 4 prac książkowych i ponad 100 artykułów w czasopismach naukowych.

### Prace książkowe
- Affections of the Stomach (1927)
- Understand Your Ulcer (1943)
- Regional Ileitis (1947, 1958)
- Notes on the evolution of a medical specialist, 1907-1965 (pamiętnik wydany pośmiertnie w 1984)

### Wybrane artykuły
- Regional ileitis. A pathological and clinical entity; „JAMA”, 1932, 99(1)
- Granulomatous diseases of the small and large bowel. A historical survey; "Gastroenterology", 1967, 52(5) – w artykule tym Crohn opisuje między innymi historię badań nad chorobą nazwaną później jego nazwiskiem

## Upamiętnienia
Oprócz nazwy opisanej przez niego choroby, formą upamiętnienia Burrilla B. Crohna jest fundacja jego imienia – Burrill B. Crohn Research Foundation – stworzona w 1983 przez jego najbliższych oraz grupę przyjaciół i pacjentów. Celem fundacji jest finansowanie i prowadzenie badań nad chorobą Crohna.